# روبی (بازیگر پورنوگرافی)
روبی (انگلیسی: Ruby؛ زاده ۲۱ آوریل ۱۹۷۲) بازیگر پورنوگرافی اهل ایالات متحده آمریکا است.